# Luçay-le-Mâle
Luçay-le-Mâle is een gemeente in het Franse departement Indre (regio Centre-Val de Loire). De plaats maakt deel uit van het arrondissement Châteauroux. Luçay-le-Mâle telde op 1 januari 2022 1.315 inwoners.

## Geografie
De oppervlakte van Luçay-le-Mâle bedroeg op 1 januari 2022 68,08 vierkante kilometer; de bevolkingsdichtheid was toen 19,3 inwoners per km².

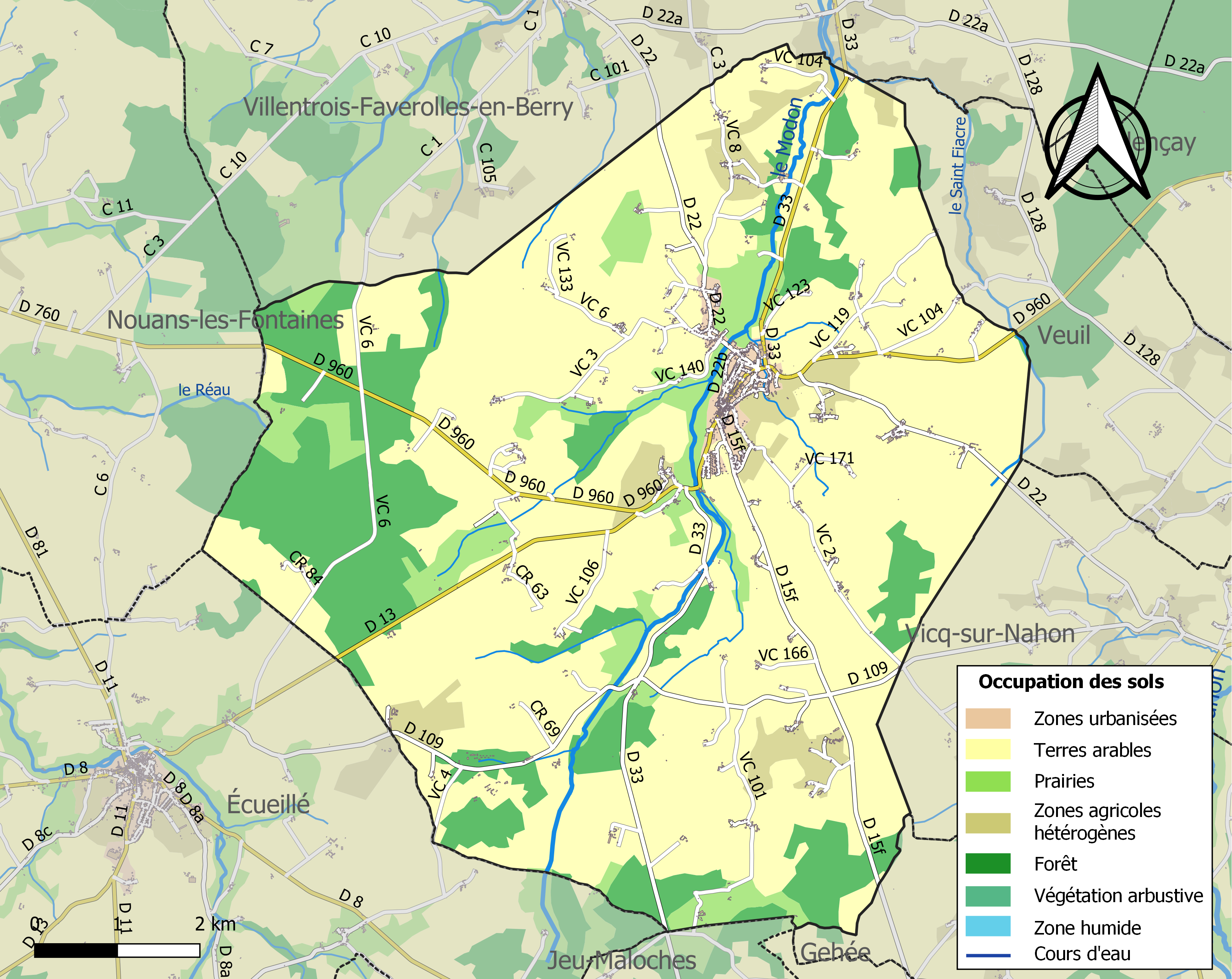
Kaart van de gemeente met belangrijkste infrastructuur, bodemgebruik en omliggende gemeenten

## Verkeer en vervoer
In de gemeente ligt het spoorwegstation Luçay-le-Mâle en het gesloten spoorwegstation La Foulquetière.

## Demografie
Onderstaande figuur toont het verloop van het inwonertal (bron: INSEE-tellingen).